# Microstylum libo
Microstylum libo är en tvåvingeart som beskrevs av Walker 1849. Microstylum libo ingår i släktet Microstylum och familjen rovflugor. Inga underarter finns listade i Catalogue of Life.